# Пинкертоновщина
«Пинкерто́новщина» — детективно-приключенческая литература первых десятилетий XX века, отрицательно оценённая критикой, но крайне популярная среди читателей. Названа по имени главного героя — сыщика Ната Пинкертона.

## История
Герой Нат Пинкертон был создан анонимным немецким автором в начале XX века и обрёл популярность в континентальных европейских странах, оставшись практически неизвестным в англоязычном мире. Предшественниками были французский роман-фельетон, английский «ньюгейтский роман» и американский «десятицентовый роман».

## Герои
Название явлению дал главный герой самого известного цикла — «король сыщиков» Нат Пинкертон, прототипом которого послужил американский сыщик Алан Пинкертон. Помимо Пинкертона, героями таких книг были Ник Картер, Шерлок Холмс (не имевший ничего общего с Шерлоком Холмсом Артура Конан Дойла) и многие другие, менее заметные. В России также выходили книги о приключениях Ивана Дмитриевича Путилина, подписанные псевдонимом Роман Добрый, под которым скрывался писатель Роман Антропов.

## Популярность и критика
Особенно популярными книги о Пинкертоне и других сыщиках были среди подростков. Критики относились к «пинкертоновщине» резко отрицательно, известна большая статья Корнея Чуковского 1910 года «Нат Пинкертон и современная литература», где потребитель подобных книг сравнивается с дикарём-готтентотом.

## Экранизации
- Nat Pinkerton im Kampf[англ.] — немецкий фильм 1920 года с Белой Лугоши.

## Использование в пропаганде
В 1923 году Николай Бухарин опубликовал статью в газете «Правда», в которой призвал советских писателей создать «красного Пинкертона» — приключенческую литературу для пропаганды революционных идей. В качестве ответа на этот призыв было написано несколько романов, в том числе «Месс-Менд, или Янки в Петрограде» Мариэтты Шагинян (1923), «Трест „Д. Е.“ История гибели Европы» (1923) Ильи Эренбурга, «Иприт» Всеволода Иванова и Виктора Шкловского (1925).